# فرودگاه جیرفت
فرودگاه جیرفت (یاتا: JYR ، ایکائو: OIKJ) یکی از فرودگاه‌های فعال ایران از نوع داخلی است که در شهر جیرفت واقع شده است و به هشت شهرستان جنوبی استان کرمان خدمات می‌دهد.
کلنگ عملیات اجرائی تطویل سطوح پروازی فرودگاه جیرفت در سال ۱۳۸۷ زده شد. فرودگاه جیرفت قبلاً پذیرای هواپیماهای ۷۲ATR شرکت هواپیمائی آسمان بود که با انجام وتکمیل این پروژه هواپیماهای ایرباس ۳۲۰و فوکر ۱۰۰ را پذیرش خواهد نمود.
در حال حاضر پروازهای فرودگاه جیرفت به مقصد تهران - مهرآباد و فرودگاه ایرانشهر صورت می‌پذیرد.
در سال ۲۰۱۶ میلادی ۲۰۲ نشست و برخاست هواپیما در این فرودگاه انجام شد و ۱۰٬۶۴۰ نفر مسافر و ۸۶٬۸۵۹ کیلوگرم بار از طریق آن جابجا شدند.

## شرکت‌های هواپیمایی و مقصدهای پروازی
| شرکت‌های هواپیمایی | مقصدهای پروازی |
| ----------------- | -------------- |
| هواپیمایی ماهان   | تهران          |
| هواپیمایی کاسپین  | تهران          |
| هواپیمایی ماهان   | ایرانشهر       |
| پارس ایر          | تهران          |